# Persicaria lanata
Persicaria lanata är en slideväxtart som först beskrevs av William Roxburgh, och fick sitt nu gällande namn av N.N. Tsvelev. Persicaria lanata ingår i släktet pilörter, och familjen slideväxter. Inga underarter finns listade i Catalogue of Life.